# Schlagschaum (Beschichtungsmittel)
Schlagschaum ist ein flüssiges, wässriges Textilbeschichtungsmittel, welches auf Textilien direkt oder im Umkehrverfahren aufgetragen wird.

## Herstellung
Zur Anwendung kommen wässrige Polyurethan- oder Acrylatdispersionen, die zunächst durch intensives Rühren, bzw. Aufschlagen eine pastenähnliche Konsistenz erhalten. Der Vorgang ist der Herstellung von Schlagsahne sehr ähnlich. Aus diesem Grund ist auch der Begriff mechanischer Schlagschaum geläufig. Üblicherweise werden die Schäume mit einem Luftgehalt zwischen 20 und 70 Volumenprozent hergestellt. Die Dichte der Schäume wird als Schaumlitergewicht angegeben. Obwohl die wässrigen Dispersionen allein schon leicht Schaum bilden, sind noch Zusätze zur Stabilisierung der Schäume, wie z. B. Ammoniumstearat oder SLES erforderlich. Die Schäume können je nach Bedarf auch andere, in der Beschichtung übliche Zuschlagstoffe wie Farbpigmente, Additive, Wirkstoffe und Füllstoffe enthalten. Die eingesetzten Dispersionen sollten entsprechend hohe Feststoffgehalte aufweisen, damit ein ausreichendes Schaumlitergewicht erreicht werden kann. Üblich sind bei Polyurethandispersionen Feststoffgehalte von 50 bis 60 %.

## Anwendung

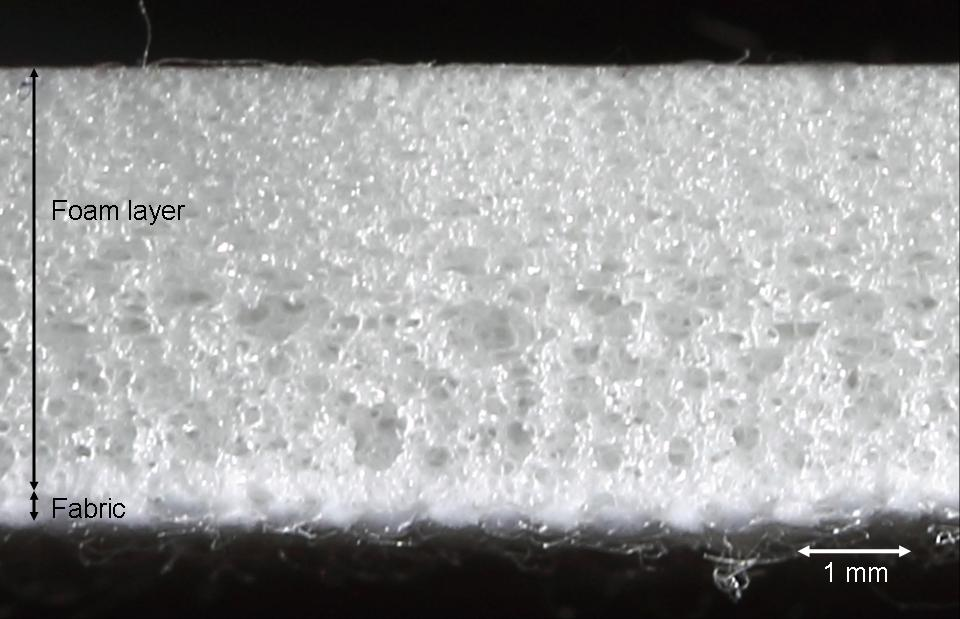
Getrockneter offenzelliger PUD-Schlagschaum auf Baumwollgewebe, Schaumdichte 300 g·l^{−1}, Schichtdicke 4 mm

Zur Erzeugung der Schäume werden kontinuierlich arbeitende, industrielle Schaumaggregate eingesetzt, wie sie auch in der Lebensmittelindustrie vorkommen. Der Auftrag des Schlagschaums erfolgt in der Regel mittels Rakel, die eingestellte Spaltbreite bestimmt weitgehend die Nassfilmdicke. Die Schäume müssen bei höheren Temperaturen getrocknet werden, um gebrauchsfähige Beschichtungen zu erhalten. Um das im Schaum enthaltene Wasser zu entfernen, wird der Nassschaum in mehreren Stufen bei ansteigenden Temperaturen im Umluftstrom getrocknet, und zwar so, dass das Wasser nicht siedet und die Schaumstruktur nicht zerstört wird. Die Endtemperatur im Trocknungsvorgang liegt bei ca. 160 °C. Die getrockneten Schäume weisen geschlossenzellige oder offenzellige Strukturen, je nach eingesetztem Schaumlitergewicht, auf. Die Trockenfilmdicke ist normalerweise etwas geringer als die Nassfilmdicke. Die Schichtdicken der Beschichtungen liegen zwischen 0,05 und 1,0 Millimeter, aber auch mehrere Millimeter sind möglich. Die Schäume sind sehr viel feiner als die üblichen bekannten Schäume, wie sie von Schwämmen oder Schaumpolstern bekannt sind. 
Zweck der Beschichtung mit Schaum ist die Volumengebung bei gleichzeitig geringem Materialverbrauch und Gewicht. Außerdem sind die Beschichtungen durch die Schaumstruktur sehr weich und angenehm in der Haptik. Daher kommen Schlagschäume bei der Bekleidung, in medizinischen und technischen Artikeln zum Einsatz, aber auch zur Herstellung lederartiger Materialien. In einigen Fällen muss der Schaum noch gegen Beschädigungen und auch aus Designgründen, mit weiteren, kompakten Schichten versehen werden. Der Vorteil des Einsatzes von Schlagschäumen liegt auch darin, dass diese emissionsfrei oder sehr emissionsarm zu verarbeiten sind. 

## Vergleichbare Produkte
Ähnliche Artikel gibt es auch auf Basis von Weich-PVC (Plastisol), welche eine feine Schaumstruktur durch den Einsatz von chemischen Treibmitteln erhalten. Diese Artikel sind weit verbreitet, z. B. bei Kunstledern. Der Nachteil besteht bei diesen Produkten in der Neigung zur Versteifung bzw. zum Materialbruch bei tiefen Temperaturen und dem hohen Gehalt an Weichmachern, die u. a. gesundheitlich bedenklich sein können.
Eine weitere Möglichkeit, feine Schaumbeschichtungen zu erzeugen, ist der Einsatz von chemischen Treibmitteln in High Solids Polyurethan Beschichtungen, die in vergleichbaren Anwendungen wie Schlagschäume zum Einsatz gelangen. Diese Beschichtungen weisen hervorragende Qualitäten auf, sind aber nicht so variabel in den Einsatzmöglichkeiten und haben häufig Anteile von Lösemitteln.